# يورجوس لانثيموس
يورغوس لانثيموس (باليونانية: Γιώργος Λάνθιμος) (23 سبتمبر 1973  م) هو مخرج أفلام، ومخرج مسرحي، وكاتب سيناريو، ومنتج أفلام يوناني، ولد في أثينا.

## التعليم والسيرة الذاتية
وُلد لانثيموس في حيّ بانغراتي، العاصمة أثينا. تم تربيته من قِبل والدته وذكر أنها تطلقت عندما كان صغير للغاية وماتت عندما كان في السابعة عشر من عمره. عائلته بسيطة إلى متوسطة ولا يوجد شيء مثير حولهم وهو الأبن الوحيد، لا يمتلك أشقاء. كان والده -أنتونيس لانثيموس- لاعب كرة سلة محترف لعب لفريق بانغراتي بي سي، فريق كرة السلة الوطني اليوناني وكان أيضًا مدربًا لكرة السلة في مدرسة مورايتس. بعد تخرج لانثيموس من مدرسة مورايتس، ذهب لدراسة إدارة الأعمال وأيضاً لعب لفترة في بانغراتي بي سي (وفق عدة مصادر كان يحلم والده بأن يسير لانثيموس على خطاه ويستمر كلاعب كرة سلة) ترك دراسة إدارة الأعمال عندما كان في سن التاسعة عشر وذهب لدراسة إخراج الإعلانات التجارية في مدرسة ستافراكوس الهيلينية للسينما والتلفزيون في أثينا، وحسب بعض المصادر لم يتخرج ابدًا منها لكن الدراسة جعلته يحب الأفلام أكثر فأكثر. منذ عام 1995 أخرج سلسلة من مقاطع الفيديو لشركات الرقص اليونانية بالإضافة عددًا كبيرًا من الإعلانات التلفزيونية ومقاطع الفيديو الموسيقية والأفلام القصيرة. كان للانثيموس تجربة مع المسرح حيث أخرج أربع مسرحيات ما بين عامي 2002 و 2011 . كما كان عضوًا في الفريق الإبداعي الذي صمم مراسم الافتتاح والختام لدورة الألعاب الأولمبية الصيفية لعام 2004 في أثينا. تعاون مع دار الأزياء الفاخرة غوتشي لإخراج حملتها الجديدة لمجموعة ربيع وصيف 2020 ، كذلك له عدة تعاونات مع مجلة فوغ من 2019 حتى 2021 . وفقاً للانثيموس الإعلانات مصدر خبرته، حتى متعاونيه المعتادون مثل الكاتب المساعد -افثيمس فيليبو- ومونتير أفلامه -يورغوس مفرابسريدس- وآخرون بمجال التصوير والإنتاج تعرّف عليهم وقت عمله في وكالة الإعلانات. -افثيمس فيليبو- كان يعمل ككاتب نصوص في شركة إعلانية لمدة عشر سنوات وتعرف على لانثيموس آنذاك وطلب منه في عام 2000 المشاركة بكتابة سيناريو. إتضح لاحقًا أنه فيلم المخرج الذي أظهر تميزه للعالم وهو «ناب الكلب».

## أعمال بارزة
من أهم أعماله:
- ناب الكلب.
- جبال الألب
- جراد البحر.
- مقتل الغزال المقدس.
- المفضلة.
- أشياء مسكينة
- أنواع اللطف

## وصلات خارجية
- يورجوس لانثيموس على موقع IMDb (الإنجليزية)
- يورجوس لانثيموس على موقع روتن توميتوز (الإنجليزية)
- يورجوس لانثيموس على موقع مونزينجر (الألمانية)
- يورجوس لانثيموس على موقع قاعدة بيانات الأفلام العربية
- يورجوس لانثيموس على موقع ألو سيني (الفرنسية)
- يورجوس لانثيموس على موقع أول موفي (الإنجليزية)
- يورجوس لانثيموس على موقع قاعدة بيانات الأفلام السويدية (السويدية)
- يورجوس لانثيموس على موقع ديسكوغز (الإنجليزية)
- يورجوس لانثيموس على موقع قاعدة بيانات الفيلم (الإنجليزية)
- يورجوس لانثيموس على موقع كينوبويسك (الروسية)